# 今市警察署
今市警察署（いまいちけいさつしょ）は、栃木県日光市今市にある栃木県警察が管轄する警察署。県内最大の管轄面積を担当する。

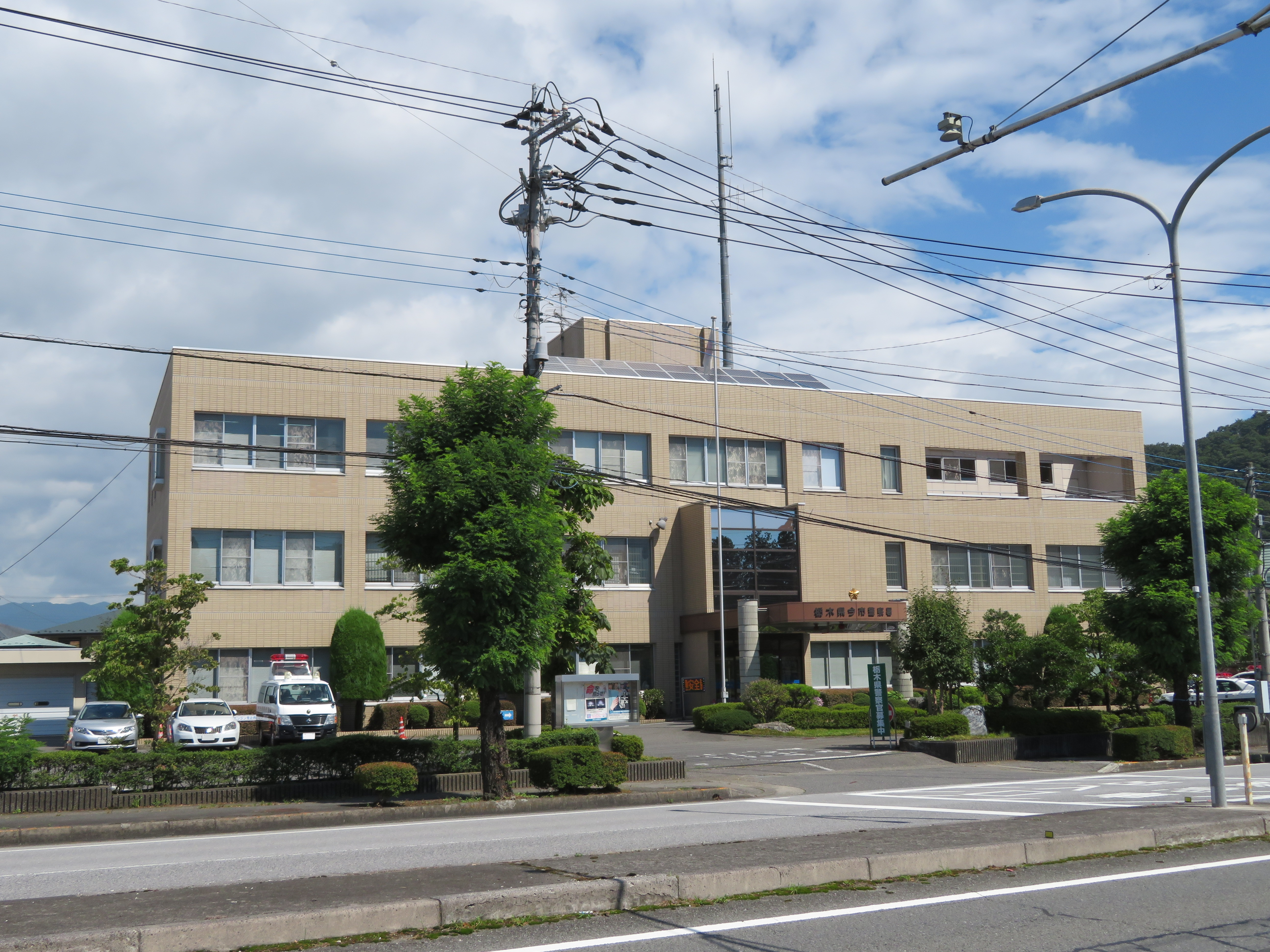
今市警察署

## 所在地
- 栃木県日光市今市1378番地1

## 管轄区域
- 日光市のうち
  - 旧今市市
  - 旧塩谷郡藤原町、旧栗山村

日光市のうち上記エリア以外は日光警察署の管轄となる。

## 沿革
- 1874年（明治7年） - 今市警察掛出張所として開設
- 1896年（明治29年） - 日光警察署今市分署に改称
- 1954年（昭和29年） - 今市警察署として発足
- 1991年（平成3年） - 現在地に新築移転

## 組織
- 署長(警視)
- 次長(警視)
- 警務課長兼取調監督官(警部) - 警務課
- 生活安全課
- 刑事課
- 地域課
- 交通課
- 警備課

## 交番・駐在所
今市
- 小倉町交番 - 日光市今市447番地3
- 大沢駅前駐在所 - 日光市土沢557番地21
- 大沢駐在所 - 日光市大沢町334番地1
- 大桑駐在所 - 日光市大桑町13番地11
- 文挟駐在所 - 日光市文挟町111番地3
- 長畑駐在所 - 日光市長畑641番地7
- 塩野室駐在所 - 日光市塩野室町107番地8

藤原
- 藤原交番 - 日光市鬼怒川温泉大原1405番地
- 高徳駐在所 - 日光市高徳562番地4
- 川治駐在所 - 日光市川治温泉川治22番地
- 三依駐在所 - 日光市中三依38番地

栗山
- 栗山黒部駐在所 - 日光市黒部267番地3
- 湯西川駐在所 - 日光市湯西川1165番地2